# Germain Katanga
Pour les articles homonymes, voir Katanga (homonymie) et Simba.
Compléments
Condamné par la Cour pénale internationale
Germain Katanga (né le 28 avril 1978), connu aussi sous le surnom de Simba, est un ancien milicien, devenu principal responsable de la Force de résistance patriotique de l'Ituri (FRPI). Le 17 octobre 2007, les autorités congolaises le remettent à la Cour pénale internationale (CPI), où il est condamné le 7 mars 2014.
Sa condamnation devient la première décision judiciaire définitive de l'histoire de la Cour pénale internationale après le retrait de ses appels. Il est transféré en décembre 2015 à Kinshasa pour y purger les derniers jours de sa peine.

## Biographie

### Jeunes années et famille
Katanga est né le 28 avril 1978 à Mambasa, province de l'Ituri, dans le nord-est de la République démocratique du Congo (RDC). Il est marié avec Denise Katanga et a deux enfants. Orphelin, il commence une carrière de chasseur cueilleur en parallèle à ses études, avant qu'une attaque ougandaise contre son école l'amène à s'engager dans une milice locale de défense.

### Force de résistance patriotique de l'Ituri
Début 2003, âgé de 24 ans, Germain Katanga devient le commandant en chef de la Force de résistance patriotique de l'Ituri, une milice armée impliquée dans le conflit d'Ituri créé à la fin de l'année 1998 par Bernard Kakado Tsubina et d'autres chefs de village comme Kasaki, le pasteur Saradu ou Jusamu [phon.] Reymon. Le 24 février 2003, une attaque a lieu contre le camp militaire situé dans le village de Bogoro, qui coûte la vie à entre trente civils et soixante civils. 
Le 11 décembre 2004, alors âgé de seulement 25 ans il est promu au rang de général de l’armée de la République démocratique du Congo avec cinq autres commandants de la FRPI,,. Cette décision, prise par Joseph Kabila, vise à le livrer à la CPI en exagérant son importance et en donnant ainsi l'apparence de coopération avec l'institution[réf. nécessaire]. La succession de Katanga a la tête du FRPI est assurée par Cobra Matata.
Au début du mois de mars 2005, alors qu'il se rend à la capitale pour la première fois de sa vie pour recevoir son grade de général, Katanga est arrêté dans un hôtel de Kinshasa par les autorités congolaises. Cette arrestation fait officiellement suite à une attaque menée en Ituri contre les soldats de la MONUC le 25 février 2005,, au cours de laquelle neuf Casques bleus ont été tués. 
Le 1er novembre 2005, un comité du Conseil de sécurité des Nations unies promulgue une interdiction de voyager et un gel des avoirs de Katanga pour violation d'embargo sur les armes. 
Il a été détenu sans être accusé jusqu'à son transfert à la CPI en octobre 2007

### Cour pénale internationale
Le 2 juillet 2007, la chambre préliminaire de la Cour pénale internationale a jugé qu'il était raisonnable de supposer que Katanga portait une responsabilité pénale individuelle pour Crimes de guerre et crimes contre l'humanité pour les actes commis pendant le massacre de Bogoro. La chambre délivre un mandat sous scellés pour son arrestation.
Il est mis en examen de six chefs d'accusation de crimes de guerre (assassinat, traitements inhumains ou cruels, utilisation d'enfants de moins de quinze ans pour participer activement à des hostilités; esclavage sexuel; attaques intentionnelles de civils et pillage) et trois chefs d'accusation de crimes contre l'humanité (meurtre, actes inhumains et esclavage sexuel).
Le 17 octobre 2007, les autorités congolaises le remettent à la CPI qui le font transférer au centre de détention de la CPI à La Haye. Katanga était la deuxième personne déférée devant la CPI depuis sa création en 2002.
En février 2008, un autre suspect, Mathieu Ngudjolo Chui, est déféré à son tour devant la CPI pour faire face à des accusations en relation avec le massacre de Bogoro. Ngudjolo Chui et Katanga seront jugés conjointement. L'audience pour confirmer les charges contre les deux accusés commence le 27 juin 2008 et se termine le 11 juillet 2008. Le 26 septembre 2008, la Chambre préliminaire I confirme certains chefs d'accusation contre Katanga et Ngudjolo et les défère devant la Chambre de première instance II de la CPI.
Le procès débute le 24 novembre 2009.
Le 18 décembre 2012, après que les affaires aient été disjointes, Mathieu Ngudjolo Chui est acquitté de toutes les charges.
Le 7 mars 2014, après une requalification des charges et à la majorité des voix, la CPI juge que Germain Katanga n'a pas participé à l'attaque de Bogoro ni n'en a été un des organisateurs. Deux des trois juges de la chambre de première instance considèrent cependant qu'en aidant au stockage des armes qui ont permis cette attaque, Germain Katanga s'est rendu coupable de complicité de crimes contre l'humanité, permettant ainsi sa condamnation. La décision fait l'objet d'une vive contestation par la juge Christine Van den Wyngaert, qui émet une opinion dissidente d'une extrême virulence[réf. nécessaire].
À la suite d'une réduction de sa peine, il est libérable le 18 janvier 2016. Il est transféré en décembre 2015 à la prison de Kinshasa, officiellement pour purger le reliquat de sa peine[réf. souhaitée]. Il reste toutefois poursuivi par la justice congolaise, qui compte le juger à nouveau avec l'accord de la CPI. Le procès s'ouvre en février 2016 mais le fond du dossier n'a toujours pas été abordé en avril 2019.
Le 24 mars 2017, il est condamné à verser un million de dollars de réparations aux victimes. En juin 2017, du fait de son indigence, le Fonds au profit des victimes est invité à utiliser ses ressources pour ces indemnisations. Le 8 mars 2018, la Chambre d'appel confirme pour l'essentiel l'ordonnance de réparation. L'indemnisation des victimes, d'un montant symbolique de 250 dollars américains par victime, fait l'objet d'une cérémonie publique de clôture le 24 avril 2024 à Bunia dans l'Ituri, en présence de deux cents victimes et de plusieurs ambassadeurs étrangers.